# Pflanzliche Gewebekultur

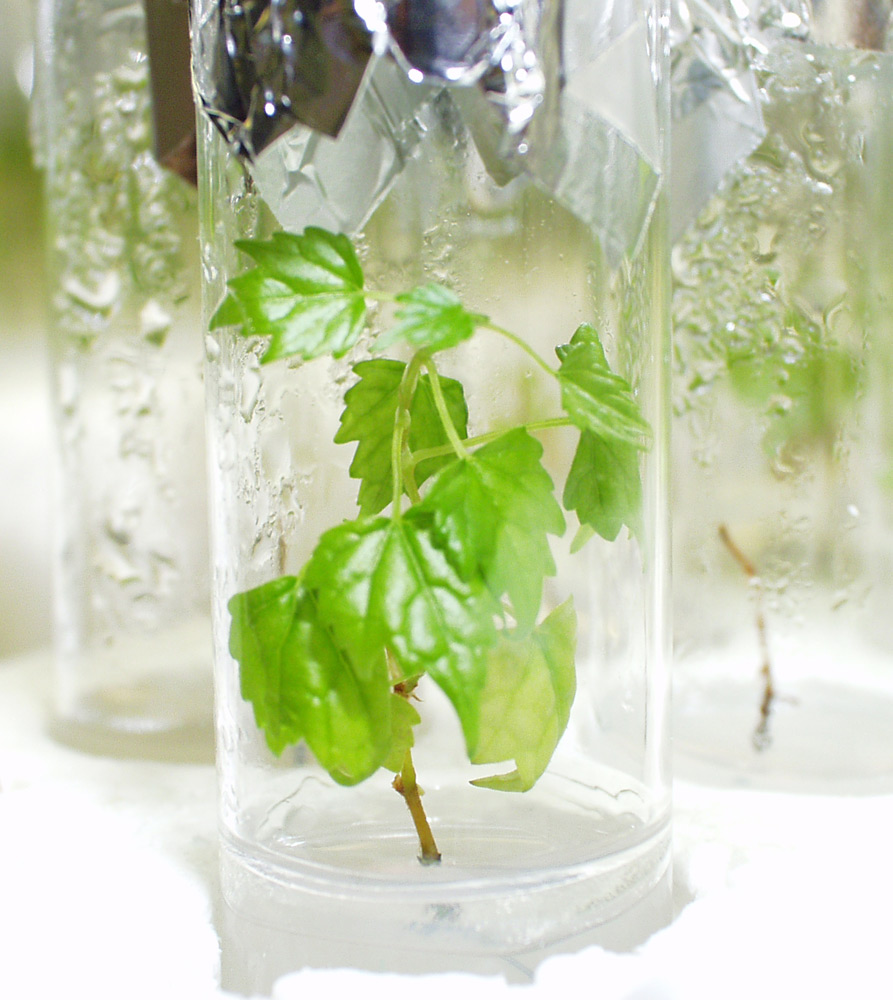
In-vitro-Kultur von Weinreben.

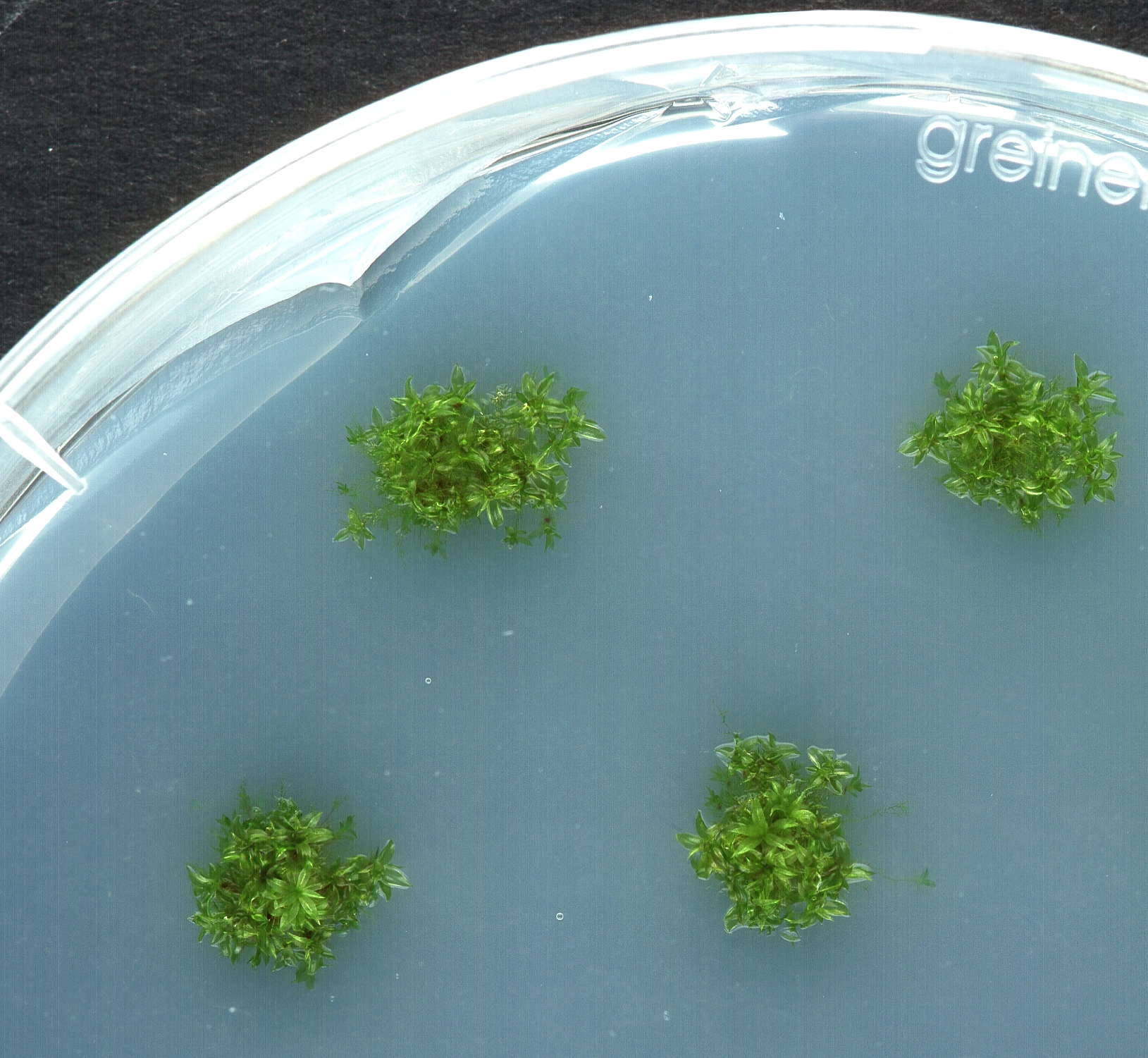
Axenische In-vitro-Kultivierung von Physcomitrella patens auf Agarplatten (Petrischale, 9 cm Durchmesser)

Pflanzliche Gewebekultur umfasst alle Methoden der Klonierung von pflanzlichen Zellen für bestimmte Zwecke unter In-vitro-Bedingungen. Man macht sich dabei die prinzipielle Totipotenz jeder Pflanzenzelle zunutze. Ziel ist dabei, aus einem Explantat (in der Regel ein Stück pflanzliches Gewebe) eine vollständige und genetisch identische Pflanze (Klon) zu erzeugen. Dabei vermehren sich die Zellen des Explantats in einer sterilen Umgebung auf einem Nährmedium unter Zugabe von Pflanzenhormonen und Licht und bilden im Rahmen einer Adventivorganogenese Wurzeln und Blätter aus.
Die pflanzliche Gewebekultur ist ein wichtiger Bestandteil in der Phytosanierung und Pathogenfreiheit von Pflanzen für die Massenvermehrung von Pflanzen, die sich entweder mit herkömmlichen Vermehrungsmethoden schwieriger (beispielsweise die meisten Vertreter der Orchideen) oder aber mittels der pflanzlichen Gewebekultur in großen Mengen ökonomischer vermehren lassen (beispielsweise Usambaraveilchen). Bei vielen Pflanzenarten ist die pflanzliche Gewebekultur die einzige Möglichkeit, pathogenfreie (Viren, Bakterien) Jungpflanzen zu erzeugen. Ein weiteres Einsatzfeld liegt in der Pflanzenzüchtung, wobei es hier Überschneidungen mit der pflanzlichen Einzelzellkultur geben kann.

## Etablierung
Zunächst müssen die Explantate desinfiziert werden, um eventuell anhaftende Pilze und Bakterien abzutöten. Hierzu verwendet man häufig Natriumhypochlorit, Wasserstoffperoxid oder Quecksilber(II)-chlorid. Anschließend werden die Pflanzen auf ein individuell geeignetes Nährmedium gesetzt. In den folgenden Tagen müssen die Gefäße bonitiert und bei Bakterien- oder Pilzbewuchs aussortiert und verworfen werden.

## Vermehrung
Zur Vermehrung werden die aus dem Primärexplantat entstehenden Pflanzen auf spezielle Festnährmedien wie beispielsweise das Murashige-Skoog-Medium (MS) gesetzt. Diese enthalten neben den üblichen Makro-, Mikronährstoffen und verschiedenen Vitaminen auch Phytohormone in Form von Auxinen oder Cytokinine. Es können auch Gewebestücke wie Kallus in einem Flüssigmedium untervermehrt und dann zur Organogenese auf ein Festmedium transferiert werden. Vor allem mittels Auswahl und Dosierung einzelner Phytohormone kann dann die Organogenese der In-vitro-Pflänzchen gesteuert werden, sodass Pflanzen in der In-vitro-Kultur in gewissem Umfang vermehrt werden können. 

### Bestandteile des sterilen Nährmediums
Die pflanzlichen Gewebekulturen werden auf einem sterilen und speziell an die artspezifischen Ansprüche der zu vermehrenden Pflanze angepassten Nährmedium kultiviert. Grundsätzlich besteht das Nährmedium immer aus destilliertem und gereinigtem Wasser, Makro - und Mikronährstoffen, einer Kohlenstoffquelle, Vitaminen, Phytohormonen und dem pflanzlichen Geliermittel Agar.

#### Makronährstoffe
Zu den in sterilen Nährmedien verwendeten Makronährstoffen zählen die Elemente Stickstoff (N), Phosphor (P), Kalium (K), Calcium (Ca) und Magnesium (Mg). Alle Makronährstoffe sind an einem gesunden Pflanzenstoffwechsel beteiligt und für ein gesundes Wachstum der In-vitro-Pflanzen notwendig.

#### Mikronährstoffe
Die wichtigsten in der In-vitro-Vermehrung von Pflanzen eingesetzten Mikronährstoffe sind Eisen (Fe), Mangan (Mn), Zink (Zn), Bor (B), Kupfer (Cu) und Molybdän (Mo). Eisen und Zink werden oftmals chelatiert zugesetzt. Eine zu geringe Konzentration oder das Fehlen eines dieser Elemente in dem verwendeten Nährmedium würde zu nährstoffbedingten Mangelerscheinungen und zu Ertragseinbußen führen. 

#### Kohlenstoff
Aufgrund der Kultur in geschlossenen In-vitro-Behältern können pflanzliche Gewebekulturen nicht auf den atmosphärischen Kohlenstoff zurückgreifen. Als pflanzenverfügbare Kohlenstoffquelle wird daher Zucker, zumeist in Form von Saccharose, in manchen Fällen auch in Form von Glucose oder Fructose zugesetzt.

#### Vitamine
Als Katalysator für Stoffwechselprozesse benötigen die In-vitro-Pflanzen Vitamine. Die wichtigsten in der Meristemkultur von Pflanzen eingesetzten Vitamine sind Thiamin, Nicotinsäure, Pyridoxin und myo-Inositol. Dabei wir das Thiamin hauptsächlich für das Zellwachstum benötigt.

#### Phytohormone
Phytohormone spielen in der In-vitro-Vermehrung eine wichtige Rolle und werden entsprechend der kultivierten Pflanzenart eingesetzt. Die gängigen Phytohormone Auxine, Cytokinine, Gibberelline und Abscisinsäure können gezielt zur Steuerung der Wurzel - und Sprossbildung eingesetzt werden.